# اريك بيري
اريك بيري (بالإنجليزية: Eric Berry)‏ هو لاعب كرة قدم أمريكية أمريكي، ولد في 29 ديسمبر 1988 في فيربورن في الولايات المتحدة.

## وصلات خارجية
- الموقع الرسمي
- اريك بيري على موقع إي إس بي إن.كوم (أن.أف.أل)3
- اريك بيري على موقع مرجع كرة القدم المحترفة.كوم (الإنجليزية)